# 红旗铁路专用线
红旗铁路专用线，也称西航公司铁路专用线，是中国陕西省西安市内的一条铁路线，起点为陇海铁路浐灞站，终点为西安红旗机械厂，全长13公里。

## 历史
铁路自20世纪50年代起开始运营，2018年6月30日起终止运营。运营期间服务西航公司（即西安红旗机械厂）及西安市另外18家钢材、粮食、油料相关单位。主要运输用于西航公司军品科研生产所需特种油料的运输，是国家大型军工企业配套的重点战略运输线。

## 经过地区
- 西安市未央区
- 西安市新城区

## 未来发展
市林业局规划借鉴国际工业遗存改造案例，打造红旗线铁路生态文化公园。